# 迪亞高·達·蘇沙·加瑪·施華
迪亞高·達·蘇沙·加瑪·施華（Diego de Souza Gama Silva）一般称作迪亞高蘇沙，1984年3月22日生于巴西，巴西职业足球运动员，现效力于日本職業足球联赛球会山形山神队。